# La Femme aux seins percés
Pour plus de détails, voir Fiche technique et Distribution.
La Femme aux seins percés (乳首にピアスをした女, Chikubi ni piasu o shita onna) est un film érotique réalisé par Shōgorō Nishimura, sorti en 1983.

## Synopsis
Jeune infirmière dans une clinique privée spécialisée dans la chirurgie esthétique, Satsuki est célibataire et en mal d'amour. Toutefois, un mystérieux inconnu lui fait régulièrement livrer des roses rouges. Ce dernier finit par la contacter pour lui proposer un rendez-vous galant. Charmée par son physique de play-boy, elle accepte son invitation. Mais ce dernier, Gondo, lui offre des chocolats secrètement chargés de laxatifs. Après les avoir mangés, elle est prise d'une irrésistible envie d'uriner. Après avoir arrêté la voiture près de toilettes publiques pour ses besoins, Gondo la viole alors qu'elle rêvait de coucher avec lui. 
Pourtant, humiliée et choquée, Satsuki le revoit. Il la drogue à nouveau mais elle semble être désormais consentante. Elle s'installe chez lui et se soumet à ses fantaisies sexuelles. Expert dans l'art de la domination, Gondo la domine et la transforme en esclave sexuelle. Soumise, elle découvre que son tortionnaire collectionne les femmes suppliciées dans sa cave, un club privé de sado-masochisme...

## Fiche technique
- Titre original : 乳首にピアスをした女 (Chikubi ni piasu o shita onna?)
- Titre français : La Femme aux seins percés[1]
- Réalisation : Shōgorō Nishimura
- Scénario : Sūzan Rii
- Montage : Toyoharu Nishimura
- Photographie : Yoshihiro Yamazaki
- Production : Isao Hayashi
- Société de production et distribution : Nikkatsu
- Pays d'origine :  Japon
- Langue originale : japonais
- Format : couleur
- Genre : érotique, roman porno
- Durée : 71 minutes
- Date de sortie : 
  -  Japon : 25 avril 1983
  -  France : 6 janvier 2010 (DVD)

## Distribution
- Jun Izumi : Satsuki
- Usagi Asō : Noriko
- Keito Asabuki : Patient A
- Nagatoshi Sakamoto : le barman
- Yūsuke Koike : Irokawa
- Koshirō Asami : le vendeur
- Tatsuya Hamaguchi
- Akio Kusama
- Shingo Uchiide
- Shōko Sakamaki
- Tatsuya Nanjō : Gondō
- Nami Matsukawa : Ryōko